# 南川毛蕨
南川毛蕨（学名：Cyclosorus nanchuanensis），为金星蕨科毛蕨属下的一个植物种。